# Chaltum Balam
Chaltum Balam es una localidad del municipio de Mama en el estado de Yucatán, México.

## Toponimia
El nombre (Chaltum Balam) proviene del idioma maya.

## Hechos históricos
- En 1990 cambia su nombre Chaltumbalam a Chaltum Balam.

## Demografía
Según el censo de 1990 realizado por el INEGI, la población de la localidad era de 0 habitantes.
| 0                           | 0 | 18 | 13 | 0 |
| (Fuente: INEGI [Consultar]) |   |    |    |   |